# Partido de Lincoln
Lincoln es uno de los 135 partidos de la provincia argentina de Buenos Aires. Se encuentra en el noroeste del territorio provincial. Con cabecera en la ciudad homónima, sobre la RN 188, a 320 km de Buenos Aires.

## Superficie y límites
Lincoln tiene una superficie de 5.781,54 km² comprendidos dentro de las pampas húmedas. Limita al norte con los partidos de Ameghino, General Pinto y Leandro N. Alem, al nordeste con el partido de Junín, al este con los partidos de General Viamonte y Nueve de Julio, al sur con los partidos de Carlos Casares y Pehuajó y al oeste con el partido de Carlos Tejedor. 

## Gobierno

### Lista de intendentes desde 1983
| Intendente              | Mandato                                           | Partido | Partido | Alianza | Alianza | Elecciones |
| ----------------------- | ------------------------------------------------- | ------- | ------- | ------- | ------- | ---------- |
| Enrique Justo Minarvino | 10 de diciembre de 1983 - 10 de diciembre de 1987 |         | PI      |         | —       | 1983       |
| Carlos Alberto Petroni  | 10 de diciembre de 1987 - 10 de diciembre de 1991 |         | PI      | 1987    | —       |            |
| Eduardo Donato Mango    | 10 de diciembre de 1991 - 10 de diciembre de 1995 |         | UCR     |         | —       | 1991       |
| Eduardo Donato Mango    | 10 de diciembre de 1995 - 10 de diciembre de 1999 | 1995    | UCR     |         | —       |            |
| Eduardo Donato Mango    | 10 de diciembre de 1999 - 10 de diciembre de 2003 |         | UCR     | Alianza | 1999    |            |
| Jorge Abel Fernández    | 10 de diciembre de 2003 - 10 de diciembre de 2007 |         | PJ      |         | —       | 2003       |
| Jorge Abel Fernández    | 10 de diciembre de 2007 - 10 de diciembre de 2011 |         | PJ      | FPV     | 2007    |            |
| Jorge Abel Fernández    | 10 de diciembre de 2011 - 10 de diciembre de 2015 | 2011    | PJ      | FPV     |         |            |
| Salvador Serenal        | 10 de diciembre de 2015 - 10 de diciembre de 2019 |         | UCR     |         | CBA     | 2015       |
| Salvador Serenal        | 10 de diciembre de 2019 - 10 de diciembre de 2023 |         | UCR     | JxC     | 2019    |            |
| Salvador Serenal        | 10 de diciembre de 2023 - En el cargo             | 2023    | UCR     | JxC     |         |            |

### Concejo Deliberante
El Concejo Deliberante de Lincoln está conformado por 18 miembros. La siguiente lista muestra su composición actual, que abarca los períodos de 2019-2023, y 2021-2025.
| Concejal/Concejala        | Bloque | Bloque          | Inicio del Mandato | Fin del Mandato |
| ------------------------- | ------ | --------------- | ------------------ | --------------- |
| Patricia Gatti            |        | Frente de Todos | 2021               | 2023            |
| Pablo Stola               |        | Frente de Todos | 2023               | 2025            |
| Alejandra Cataldo         |        | Frente de Todos | 2021               | 2025            |
| Diego Ibañez              |        | Frente de Todos | 2019               | 2023            |
| Mónica Solanille          |        | Frente de Todos | 2019               | 2023            |
| Fernando Baccello         |        | Frente de Todos | 2019               | 2023            |
| Jorgelina Carmisciano     |        | Frente de Todos | 2023               | 2025            |
| Juan Pedro Pezzi          |        | Frente de Todos | 2021               | 2025            |
| María Isolina Galtieri    |        | UCR - Juntos    | 2019               | 2023            |
| Susana de la Torre        |        | UCR - Juntos    | 2021               | 2025            |
| María Cecilia Spontón     |        | UCR - Juntos    | 2023               | 2025            |
| Rolando Menichetti        |        | UCR - Juntos    | 2019               | 2023            |
| Marcos Evans              |        | UCR - Juntos    | 2023               | 2025            |
| María Cristina Macías     |        | UCR - Juntos    | 2021               | 2025            |
| Patricia Nélida Galinelli |        | UCR - Juntos    | 2019               | 2023            |
| Fernando Domeño           |        | UCR - Juntos    | 2019               | 2023            |
| Fabiana Nardi             |        | Cambiemos - PRO | 2019               | 2023            |
| Adela María Walberg       |        | PRO - Juntos    | 2021               | 2025            |

## Población
Según los resultados definitivos del censo de 2022 la población del partido alcanza los 45.506 habitantes.

## Localidades
Con su población según el censo de 2010.
- Lincoln (28.051)
- Roberts (5.049)
- Pasteur (3.100)
- El Triunfo (1.500)
- Arenaza (1.311)
- Coronel Martínez de Hoz (conocido también como Cojudo Muerto)  (Ap. Kilómetro 322) (941)
- Bayauca (591)
- Las Toscas (470)
- Carlos Salas (261)
- Triunvirato (91)

### Parajes
- Balsa
- Fortín Vigilancia
- Bermúdez

Un porcentaje no desdeñable de la población es rural (4051), siendo la actividad ganadera una de las principales producciones de la región.

## Accesos viales

### Rutas Nacionales
- Ruta Nacional 188

### Rutas Provinciales
- Ruta Provincial 50
- Ruta Provincial 68
- Ruta Provincial 70

## Festival Folclórico en Pasteur
- Anualmente, en febrero

1. ↑  Reemplaza al concejal Jorge Fernández.